# Похлак, Пелле
Пелле Похлак (эст. Pelle Pohlak; 31 декабря 1988, Таллин) — эстонский футболист, защитник, тренер и спортивный организатор. Президент клуба «Флора» (Таллин) с 2016 года.

## Биография
Сын футбольного функционера Айвара Похлака, президента Эстонского футбольного союза и клуба «Флора» (Таллин).
В начале карьеры выступал за юниорскую команду «Флора» (Кехтна), а затем во взрослом футболе за «Козе», игравшую в низших лигах Эстонии. В 2007 году перешёл в «Курессааре», в его составе дебютировал 28 апреля 2007 года в матче высшей лиги Эстонии против таллинской «Флоры». 21 апреля 2012 года забил первые голы в элите, сделав «дубль» в ворота таллинского «Калева» после выхода на замену. После семи сезонов в «Курессааре» в качестве игрока, вернулся на три года в «Козе», а в 2017 году снова играл за «Курессааре» в первой лиге.
В высшей лиге Эстонии провёл 113 матчей и забил 4 гола, все — в составе «Курессааре».
В качестве тренера возглавлял третий состав «Флоры» (в 2016 году выступал как «Флора U19»), одновременно в 2014—2015 годах был главным тренером «Курессааре». Также тренирует клуб «Козе», играющий в четвёртом-пятом дивизионах.
В 2016 году сменил своего отца на посту президента ФК «Флора».
В 2021 году был избран в волостное собрание Козе от избирательного союза «Новое время», позднее вступил в партию «Отечество».